# Nicolai Peters
Nicolai Hermannssohn Peters (10. juni 1766 i Frederiksstad i Slesvig – 10. januar 1825 i Flensborg) var en dansk dyremaler.
Peters far var Hermann Peters (1742-1805), der ved siden af sit håndværk som maler og lakerer tillige malede stilleben af dødt fjerkræ eller fisk. Medens broren Jacob Peters blev landskabsmaler, fulgte Peters samme retning som faderen og malede med stor naturtroskab og kunstnerisk farvevirkning fugle, pattedyr, fisk, døde eller levende, blomster og insekter i vandfarve og gouache. Den Kongelige Malerisamling ejer En Hønsegaard af ham. Peters ægtede 1791 i København Juliane Marie Lind og udstillede flere gange her. I 1810 flyttede han til Flensborg, hvor han døde. Han var også forfatter, således til Walmor und Julie, ein Trauerspiel (1800).

## Ekstern henvisning
- Nicolai Peters på Kunstindeks Danmark/Weilbachs Kunstnerleksikon